# Laura-Radweg
Der Laura-Radweg ist ein 46 km langer Radweg in Thüringen, der teilweise der ehemaligen Schmalspurbahn Weimar–Rastenberg/Großrudestedt – im Volksmund auch Laura genannt – folgt.

## Der Verlauf
Die Radroute verläuft von Weimar nach Schöndorf und erreicht zwischen Schöndorf und Wohlsborn den höchsten Punkt der Strecke mit 334 m. Weiter geht es über Sachsenhausen, Leutenthal, Daasdorf nach Buttelstedt. Die Strecke führt dann über Schwerstedt, Neumark, Vippachedelhausen, Markvippach, Dielsdorf und Schloßvippach zum ehemaligen Endbahnhof der Laura-Bahn nach Großrudestedt. Zwischen Alperstedt und Schallenburg ist nochmals eine Kuppe (Scheitelpunkt: 180 m) zu überwinden, bevor man in Schallenburg den Unstrutradweg erreicht.

### Anschlussradwege (Auswahl)

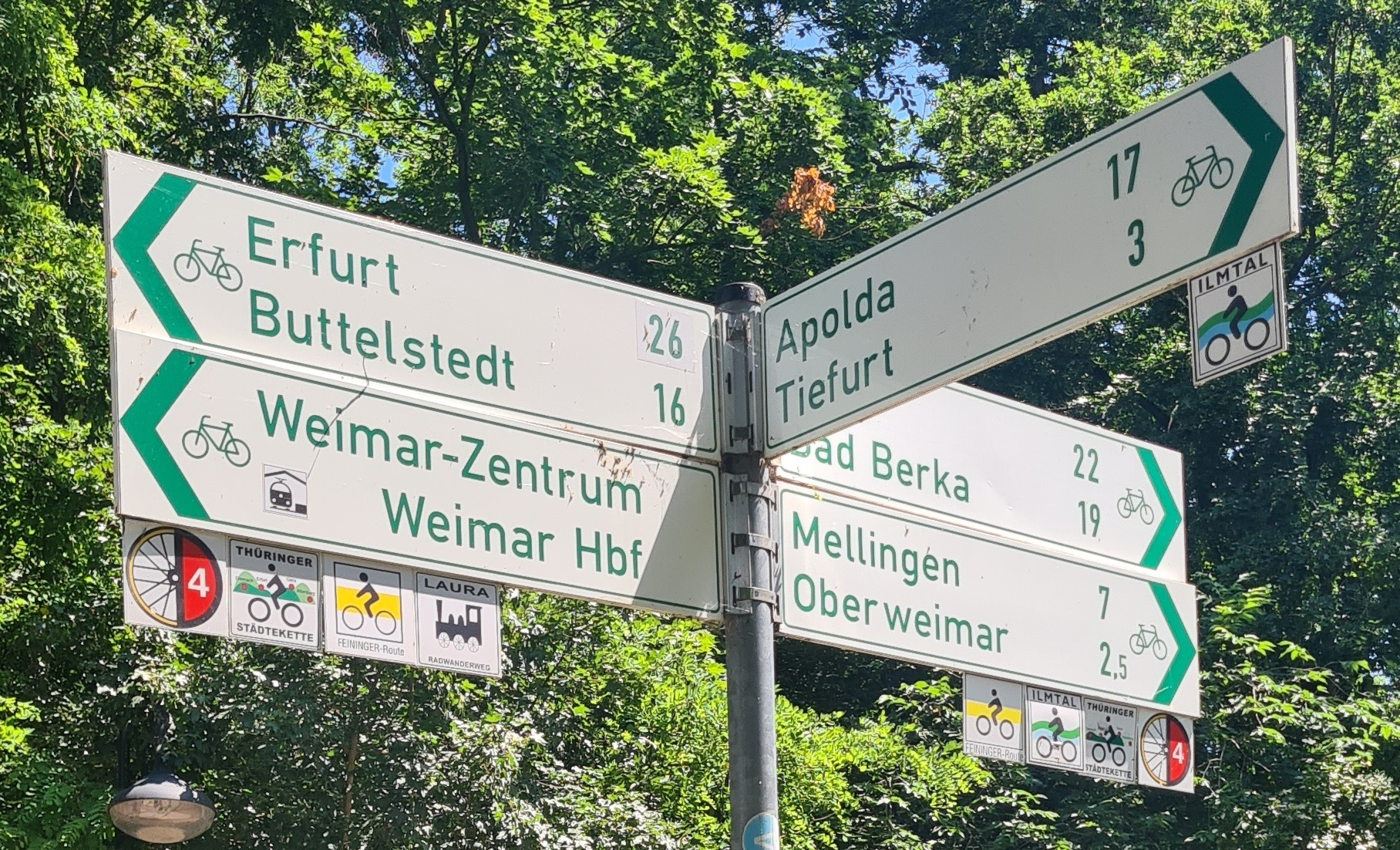
Wegweiser Knotenpunkt für Radfernwege in Weimar an der Kegelbrücke (Ilmtal-Radweg, Feininger-Radweg, Laura-Radweg, Thüringer Städtekette Radweg)

In Schallenburg besteht Anschluss an den Unstrut-Radweg, in Weimar Anschluss an den Ilmtal-Radweg, den Radfernweg Thüringer Städtekette, die Mittelland-Route (D4) und die Direktverbindung Leipzig–Erfurt.

### Sehenswertes
- Schloss Denstedt
- Wassermühle Clauder Denstedt
- Schloss Kromsdorf
- Schloss Ettersburg
- Ordensburg Liebstedt, ehemalige Durchgangsburg des Deutschen Ritterordens
- Wasserburg Markvippach
- Naturschutzgebiet Alperstedter Ried